# Marc Ryan Tan
Marc Ryan Tan (* 8. Januar 2002 in Singapur), mit vollständigen Namen Marc Ryan Tan Wei Ming, ist ein singapurischer Fußballspieler.

## Karriere
Marc Ryan Tan erlernte das Fußballspielen in der National Football Academy. Seinen ersten Vertrag unterschrieb er am 1. Januar 2019 bei den Young Lions. Die Young Lions sind eine U23-Mannschaft, die 2002 gegründet wurde. In der Elf spielen U23-Nationalspieler und auch Perspektivspieler. Ihnen soll die Möglichkeit gegeben werden, Spielpraxis in der ersten Liga, der Singapore Premier League, zu sammeln. Für die Lions absolvierte er zehn Erstligaspiele. Anfang Januar 2021 wechselte er zum Ligakonkurrenten Tampines Rovers. Bis zu seinem Antritt zum Militärdienst am 1. Oktober 2022 bestritt er 22 Erstligaspiele für die Rovers.